# Бомбомёт системы Аазена

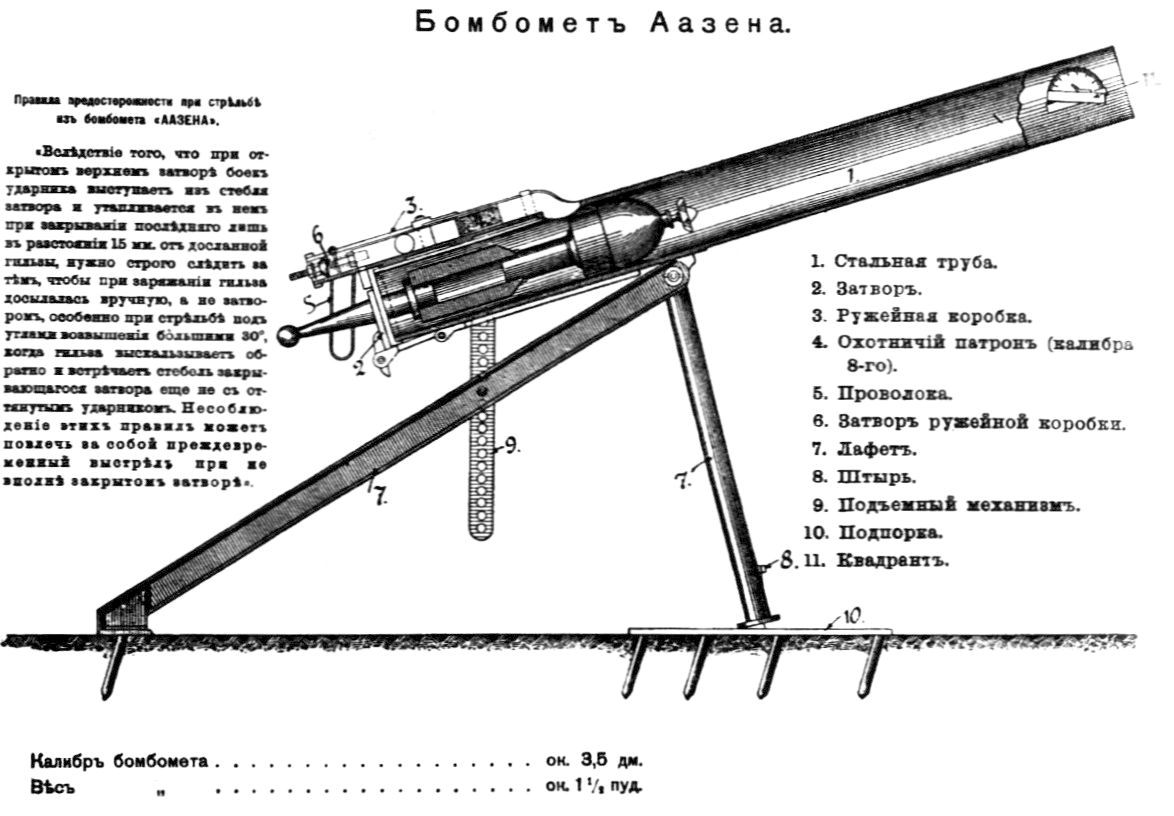
Бомбомёт системы Аазена

Бомбомёт системы Аазена в 1917

Мина «Эксцельсиор» со специальной детонационной трубкой. Длина со стабилизатором 358 мм

Бомбомёт системы Аазена (Mortier Aasen)- 3,5-дюймовый (88,9-мм) штоковый миномёт (или бомбомёт по армейской классификации времён ПМВ) Аазена был создан во Франции в 1915 году. Конструктор — Нильс Аазен, французский изобретатель и предприниматель норвежского происхождения. В 1915—1916 годах он производился в России и применялся во время Первой мировой войны.
Ствол у миномёта был стальной. Заряжание бомбами производилось с казны (заряжание раздельного типа). Метательный заряд представлял собой гильзу для устаревшей винтовки Гра, значительное количество которых было передано Францией в Россию. Затвор был откидной, под оружейной коробкой для «обреза» винтовки Гра. Лафет рамного типа с 4 «ногами». Подъёмный механизм был сделан из двух планок, прикреплённых к задней части ствола, и стержня откидной стойки. Вес миномета в боевом положении около 1.5 пуда (25 кг.) Бомбомёт, имел возможность вести огонь прямой наводкой и имел в своем боекомплекте гранату (снаряд) со шрапнелью, снаряжённую 60 пулями диаметра 15,24 мм.
Бомбомёт имел один конструкционный недостаток, который делал стрельбу из него небезопасной для расчёта. В инструкции к бомбомету было указанно, что:
Вследствие того, что при открытом верхнем затворе боёк ударника выступает из стебля затвора и утапливается в нём при закрытии последнего лишь на расстоянии 15 мм от досланной гильзы, нужно строго следить за тем, чтобы при заряжании гильза досылалась вручную, а не затвором, особенно при стрельбе под углами возвышения более 30 градусов когда гильза выскакивает обратно и встречает стебель закрывающегося затвора ещё не с оттянутым ударником. Несоблюдение этих правил может повлечь за собой преждевременный выстрел при не вполне закрытом затворе.

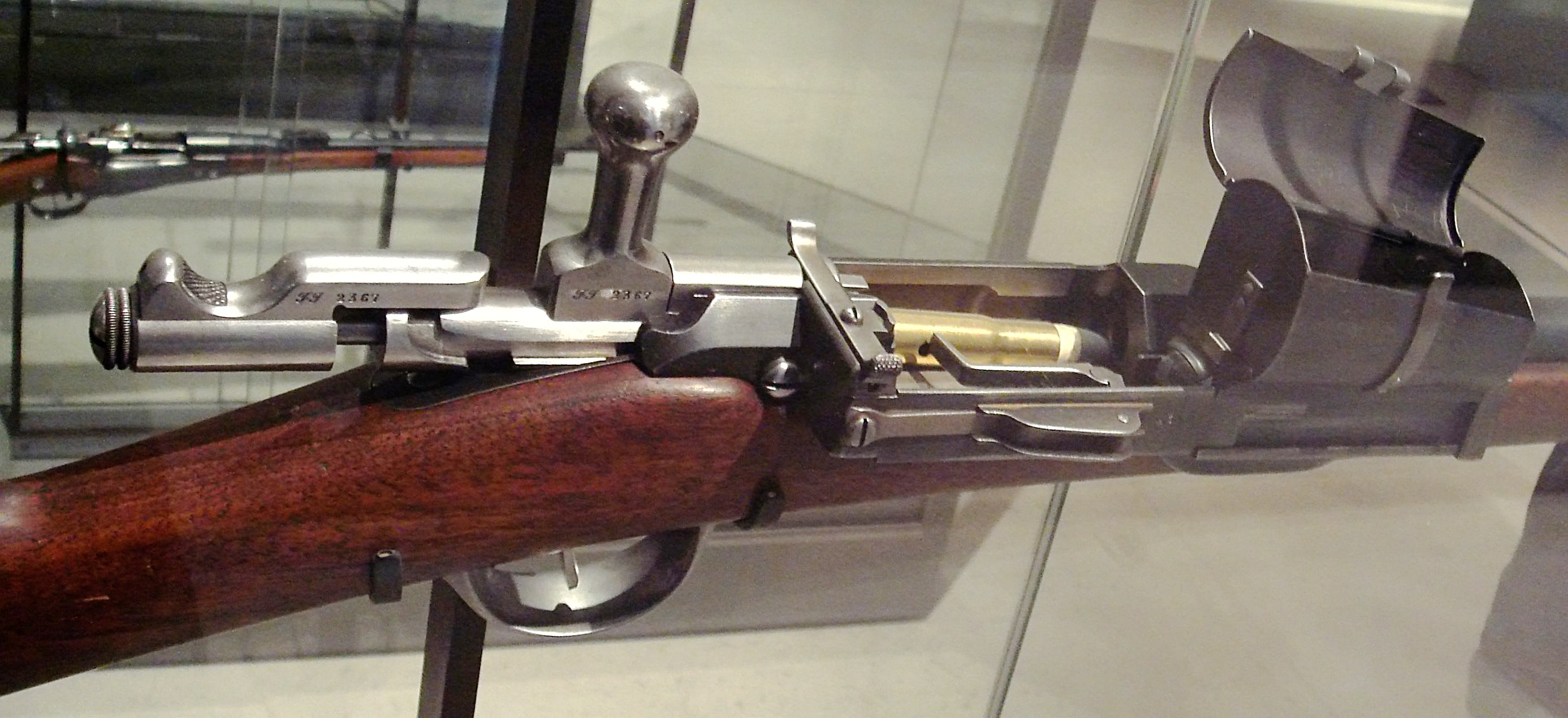
Винтовка Гра обр. 1874 г.

Данные бомбомётов, состоявших на вооружении на русском фронте (1915—1917)
| Тип бомбомёта | Калибр, мм | Вес снаряда, кг | Вес разрывного заряда, кг | Начальная скорость, м/с | Вес Б. | Скорострельность, выстр/мин | Наибольшая дальность, м |
| ------------- | ---------- | --------------- | ------------------------- | ----------------------- | ------ | --------------------------- | ----------------------- |
| Г. Р.         | 91         | бомба 3,3       | 0,7                       | 100                     | 46     | 4—5                         | 500                     |
| Аазена        | 89         | граната 1,2     | 0,4                       | —                       | 24     | —                           | 400                     |
| 20-мм         | 20         | граната 2,45    | 0,17                      | 61                      | 33     | —                           | —                       |
| Лихонина      | 20         | бомба 3,0       | 0,34                      | 16,8                    | 16,5   | —                           | 500                     |